# The Latin Library
The Latin Library (з анг. — «Латинська бібліотека») — це веб-сайт, на якому зібрані латинські тексти, що належать до суспільного надбання. Його веде Вільям Л. Кері, ад'юнкт-професор латинського і римського права в Університеті Джорджа Мейсона. Тексти взяті з різних джерел, не призначені для дослідницьких цілей і не є заміною критичних видань, і можуть містити помилки.